# Edward Boyd
Edward Boyd (Stevenston, 1916 – 17 dicembre 1989) è stato uno scrittore e sceneggiatore scozzese, noto per i suoi sceneggiati radiofonici e televisivi.

## Biografia
Ha lavorato per il Glasgow Unity Theatre negli anni 1940. In seguito si è dedicato alla radio e TV, creando negli anni sessanta popolari serie televisive come The Odd Man and The Corridor People per Granada TV (Canale 3 britannico), scrivendo inoltre varie sceneggiature per la BBC, tra cui Z Cars. Altri lavori includono la serie della BBC The View From Daniel Pike (anni 1970) con l'attore scozzese Roddy McMillan nella parte del detective privato. Nel 1986 scrisse il dramma Castles in Spain, trasmesso da BBC Radio 4 nel 1987.
Boyd è deceduto nel 1989. La raccolta dei suoi scritti è archiviata presso l'Università di Glasgow – parte del carteggio può esser letto online su internet.
Edward Boyd si sposò tre volte. Conosciuto col soprannome "Eddie", ebbe due figlie, Susan and Rachel, la prima anche lei sceneggiatrice, deceduta nel 2004. La seconda, Rachel Boyd, è scrittrice e premiata documentarista correntemente nel Regno Unito.